# E451 (trasa europejska)
E451 – trasa europejska biegnąca przez Niemcy. Zaliczana do tras kategorii B droga łączy Gießen z Mannheim. Jej długość wynosi 151 km.